# RasMol
RasMol é um programa de computador escrito para visualização de gráficos moleculares, projetado e utilizado primariamente para a representação e a exploração das estruturas moleculares das macromoléculas, tais como aquelas encontradas no Banco de Dados de Proteínas. Foi originalmente desenvolvivo por Roger Sayle no início dos anos 1990.
Historicamente, foi uma ferramenta importante para biólogos moleculares, já que o programa, extremamente otimizado, permitia ao software ser executado nos (então) modestamente potentes computadores pessoais. Antes do RasMol, os programas de visualização rodavam em estações gráficas que, devido ao seu custo, eram menos acessíveis aos acadêmicos. O RasMol se tornou uma importante ferramenta educacional, assim como continuou a ser uma ferramenta importante para pesquisa em biologia estrutural.
O RasMol possui um histórico de versões complexo. Iniciando com a série de versões 2.7, é licenciado sob uma licença dual (GPL ou a licença personalizada RASLIC).
O programa inclui uma linguagem de programação para selecionar certas cadeias de proteínas ou mudar cores, etc.. O Jmol e o Sirius incorporaram a linguagem de script do RasMol em seus comandos.
Arquivos no formato Protein Data Bank (PDB) podem ser baixados para visualização de membros do Worldwide Protein Data Bank. Esses são enviados por pesquisadores que tem caracterizado a estrutura das moléculas geralmente por cristalografia de raios X, por ressonância magnética nuclear de proteínas ou por microscopia eletrônica.

## Comunicação inter-processos
Nas plataformas Unix, o RasMol pode se comunicar com outros programas através do Tcl/Tk. Sob o Microsoft Windows, é usado o Dynamic Data Exchange (DDE).
- Programa de alinhamento múltiplo. A classe Java responsável pode ser usada livremente em outras aplicações.